# Azzate
Azzate é uma comuna italiana da região da Lombardia, província de Varese, com cerca de 3.820 habitantes. Estende-se por uma área de 4 km², tendo uma densidade populacional de 955 hab/km². Faz fronteira com Brunello, Buguggiate, Crosio della Valle, Daverio, Galliate Lombardo, Sumirago, Varese.

## Demografia
| Variação demográfica do município entre 1861 e 2011                               |
|                                                                                   |
| Fonte: Istituto Nazionale di Statistica (ISTAT) - Elaboração gráfica da Wikipedia |